# Waldemar Fiúme
Waldemar Fiúme (São Paulo, 12 oktober 1922 –  aldaar, 6 november 1996) was een Braziliaanse voetballer. Hij speelde zijn gehele carrière voor Palmeiras. 

## Biografie
Waldemar was de zoon van een Italiaanse migrant en een Braziliaanse moeder. In 1941 begon hij zijn profcarrière bij Palestra Itália, in 1942 omgedoopt tot Palmeiras. Met de club won hij vier keer het Campeonato Paulista, drie keer de beker van São Paulo, één keer het Torneio Rio-São Paulo en in 1951 zelfs het internationale toernooi Copa Rio. Zijn bijnaam was O Pai da Bola, wat zoveel betekent als vader van de bal omdat hij door de jaren heen op verschillende posities speelde. Eigenlijk heet hij Fiume, maar hij schreef een accent op de u om de uitspraak te vergemakkelijken. 
Hij speelde 601 wedstrijden voor de club, waarvan hij er 337 won. Hiermee is hij na Ademir da Guia (901), Émerson Leão  (617) en Dudu (609), de vierde speler met het meeste wedstrijden voor de club. 
Hij stierf in 1996 op 74-jarige leeftijd aan hartproblemen. 